# 조지프 부티지지
조지프 부티지지(영어: Joseph Buttigieg, 1947년 5월 20일 ~ 2019년 1월 27일)는 몰타 출신 미국 문학자, 번역가이다. 2020년 미국 대통령 선거의 대권주자인 피트 부티지지 사우스벤드 시장의 아버지다.
2017년에 은퇴하기 이전까지, 노터데임 대학교에서 영어를 가르쳤다. 번역서로는 안토니오 그람시의 '옥중수고'가 있다. 국제 그람시 협회의 창립자이며 회장으로 일했다.